# Салар'єво (станція метро)
55°37′21.72″ пн. ш. 37°25′26.4″ сх. д. / 55.6227000° пн. ш. 37.424000° сх. д.
«Салар'єво» (рос. Саларьево) — станція Сокольницької лінії Московського метрополітену, що розташована за МКАД у Новомосковському адміністративному окрузі між Київським шосе та селом Салар'єво. Відкриття відбулося 15 лютого 2016 року, у складі черги «Рум'янцево» — «Салар'єво».

## Технічна характеристика
Колонна трипрогінна станція мілкого закладення (глибина закладення — 12 м) з однією прямою острівною платформою.

## Колійний розвиток
Станція з колійним розвитком — 8 стрілочних переводів, перехресний з'їзд, 2 станційних колії для обороту та відстою рухомого складу і 2 колії для відстою рухомого складу.

## Оздоблення
Оздоблення колійних стін, стелі і мощення підлоги повторюють візуальні квадрати, утворені колонами і балками що несуть залізобетонний каркас. монохромне рішення з відтінками сірого, з додаванням відтінків бежевого і з використанням на колійних стінах контрастних панелей помаранчево-коричневої гами. Таке ж оформлення виконане для касових залів.

## Пересадки
- А: 272, 304, 304к, 420, 507, 600, 734, 863, 876, 892, 911, 1002;
  - обласні: 309, 486, 490, 569